# Phil Russell
Phillip Douglas Russell (né le 21 juillet 1952 à Edmonton, en Alberta, au Canada) est entraîneur et un joueur professionnel canadien de hockey sur glace qui évoluait au poste de défenseur.

## Biographie
Après deux saisons junior avec les Oil Kings d'Edmonton avec lesquels il dispute la Coupe Memorial en 1972, il rejoint les Black Hawks de Chicago dans la Ligue nationale de hockey qui l'ont repêché cette même année au 13e du 1er tour du repêchage amateur. Il joue pendant près de 8 saisons avec Chicago avant d'être échangé aux Flames d'Atlanta le 13 mars 1979 avec Ivan Boldirev et Darcy Rota contre Tom Lysiak, Pat Ribble, Harold Phillipoff, Greg Fox et Miles Zaharko. Il joue ensuite avec les Devils du New Jersey et les Sabres de Buffalo ; en 1986 il passe une saison en Europe avec le HC Olten en Suisse avant de terminer sa carrière avec les Wings de Kalamazoo dans la LIH. Il devient plus tard entraîneur-adjoint des Lumberjacks de Muskegon dans la LIH dont il est entraîneur en chef en 1991-1992 et 1992-1993 lorsque ceux-ci déménagent à Cleveland. En 1999, remplace Perry Ganchar à la tête des Lumberjacks en compagnie de Blair MacDonald. Il est ensuite entraîneur-adjoint des Falcons de Springfield dans la Ligue américaine de hockey de 2004 à 2006. En 2007, il fait une dernière saison d'entraîneur-adjoint avec les Ice Pilots de Pensacola dans l'ECHL, club-école des Blackhawks de Chicago dont il a également été recruteur pendant plusieurs saisons.

## Statistiques

### Joueur
| Saison     | Équipe                 | Ligue          |       | Saison régulière | Saison régulière | Saison régulière | Saison régulière | Saison régulière |   | Séries éliminatoires | Séries éliminatoires | Séries éliminatoires | Séries éliminatoires | Séries éliminatoires |
| Saison     | Équipe                 | Ligue          | PJ    | B                | A                | Pts              | Pun              | PJ               | B | A                    | Pts                  | Pun                  |                      |                      |
| 1970-1971  | Oil Kings d'Edmonton   | LHOC           | 34    | 4                | 16               | 20               | 113              | 17               | 1 | 7                    | 8                    | 47                   |                      |                      |
| 1971-1972  | Oil Kings d'Edmonton   | LHOC           | 64    | 14               | 45               | 59               | 331              | 16               | 1 | 9                    | 10                   | 15                   |                      |                      |
| 1972       | Oil Kings d'Edmonton   | Coupe Memorial |       |                  |                  |                  |                  | 2                | 0 | 0                    | 0                    | 0                    |                      |                      |
| 1972-1973  | Black Hawks de Chicago | LNH            | 76    | 6                | 19               | 25               | 156              | 16               | 0 | 3                    | 3                    | 49                   |                      |                      |
| 1973-1974  | Black Hawks de Chicago | LNH            | 75    | 10               | 25               | 35               | 184              | 9                | 0 | 1                    | 1                    | 41                   |                      |                      |
| 1974-1975  | Black Hawks de Chicago | LNH            | 80    | 5                | 24               | 29               | 260              | 8                | 1 | 3                    | 4                    | 23                   |                      |                      |
| 1975-1976  | Black Hawks de Chicago | LNH            | 74    | 9                | 29               | 38               | 194              | 4                | 0 | 1                    | 1                    | 17                   |                      |                      |
| 1976-1977  | Black Hawks de Chicago | LNH            | 76    | 9                | 36               | 45               | 233              | 2                | 0 | 1                    | 1                    | 2                    |                      |                      |
| 1977-1978  | Black Hawks de Chicago | LNH            | 57    | 6                | 20               | 26               | 139              |                  |   |                      |                      |                      |                      |                      |
| 1978-1979  | Black Hawks de Chicago | LNH            | 66    | 8                | 23               | 31               | 122              |                  |   |                      |                      |                      |                      |                      |
| 1978-1979  | Flames d'Atlanta       | LNH            | 13    | 1                | 6                | 7                | 28               | 2                | 0 | 0                    | 0                    | 9                    |                      |                      |
| 1979-1980  | Flames d'Atlanta       | LNH            | 80    | 5                | 31               | 36               | 115              | 4                | 0 | 1                    | 1                    | 6                    |                      |                      |
| 1980-1981  | Flames de Calgary      | LNH            | 80    | 6                | 23               | 29               | 104              | 16               | 2 | 7                    | 9                    | 29                   |                      |                      |
| 1981-1982  | Flames de Calgary      | LNH            | 71    | 4                | 25               | 29               | 110              | 3                | 0 | 1                    | 1                    | 2                    |                      |                      |
| 1982-1983  | Flames de Calgary      | LNH            | 78    | 13               | 18               | 31               | 112              | 9                | 1 | 4                    | 5                    | 24                   |                      |                      |
| 1983-1984  | Devils du New Jersey   | LNH            | 76    | 9                | 22               | 31               | 96               |                  |   |                      |                      |                      |                      |                      |
| 1984-1985  | Devils du New Jersey   | LNH            | 66    | 4                | 16               | 20               | 110              |                  |   |                      |                      |                      |                      |                      |
| 1985-1986  | Devils du New Jersey   | LNH            | 30    | 2                | 3                | 5                | 51               |                  |   |                      |                      |                      |                      |                      |
| 1985-1986  | Sabres de Buffalo      | LNH            | 12    | 2                | 3                | 5                | 12               |                  |   |                      |                      |                      |                      |                      |
| 1986-1987  | Sabres de Buffalo      | LNH            | 6     | 0                | 2                | 2                | 12               |                  |   |                      |                      |                      |                      |                      |
| 1986-1987  | HC Olten               | LNA            | 5     | 0                | 1                | 1                |                  |                  |   |                      |                      |                      |                      |                      |
| 1987-1988  | Wings de Kalamazoo     | LIH            | 27    | 2                | 9                | 11               | 35               |                  |   |                      |                      |                      |                      |                      |
| Totaux LNH | Totaux LNH             | Totaux LNH     | 1 016 | 99               | 325              | 424              | 2 038            | 73               | 4 | 22                   | 26                   | 202                  |                      |                      |

### Entraîneur
| Saison    | Équipe                   | Ligue |    | PJ | V  | D  | DP     | %V                   | Résultat |
| --------- | ------------------------ | ----- | -- | -- | -- | -- | ------ | -------------------- | -------- |
| 1991-1992 | Lumberjacks de Muskegon  | LIH   | 82 | 41 | 28 | 13 | 57,9 % | Finalistes           |          |
| 1992-1993 | Lumberjacks de Cleveland | LIH   | 82 | 39 | 34 | 9  | 53,0 % | Défaite en 1re ronde |          |
| 1999-2000 | Lumberjacks de Cleveland | LIH   |    |    |    |    |        |                      |          |